# Rostkindad lövtyrann
Rostkindad lövtyrann (Phylloscartes parkeri) är en fågel i familjen tyranner inom ordningen tättingar.

## Utbredning och systematik
Den förekommer vid foten av Anderna i centrala och sydöstra Peru och angränsande norra Bolivia. Den behandlas som monotypisk, det vill säga att den inte delas in i några underarter.

## Status
Trots det begränsade utbredningsområdet och att den tros minska i antal anses beståndet vara livskraftigt av internationella naturvårdsunionen IUCN. 

## Namn
Fågelns vetenskapliga artnamn hedrar Theodore "Ted" Albert Parker III (1953-1993), amerikansk fältornitolog känd för sin kunskap av neotropiska fåglar som omkom i en flygolycka.